# Rozruchy głodowe w Poznaniu (1847)
Rozruchy głodowe w Poznaniu – rozruchy wywołane przez głodujących bezrobotnych w Poznaniu wiosną 1847.

## Geneza
Rozruchy wywołane były katastrofalnymi nieurodzajami w 1846, pogłębionymi plagą zarazy ziemniaczanej, co spowodowało braki aprowizacyjne na rynku podstawowych artykułów żywnościowych, spożywanych przez robotników i biedotę (zboża, ziemniaki). Powyższe wpłynęło na gwałtowny wzrost cen żywności oraz intensywną migrację głodujących mas rolniczych ze wsi okołopoznańskich do miasta. Ulice pełne były żebraków lub rodzin koczujących na chodnikach w oczekiwaniu na pomoc. Sytuację pogarszały przewlekłe manewry wojskowe, podczas których tratowano i niszczono część zasiewów.

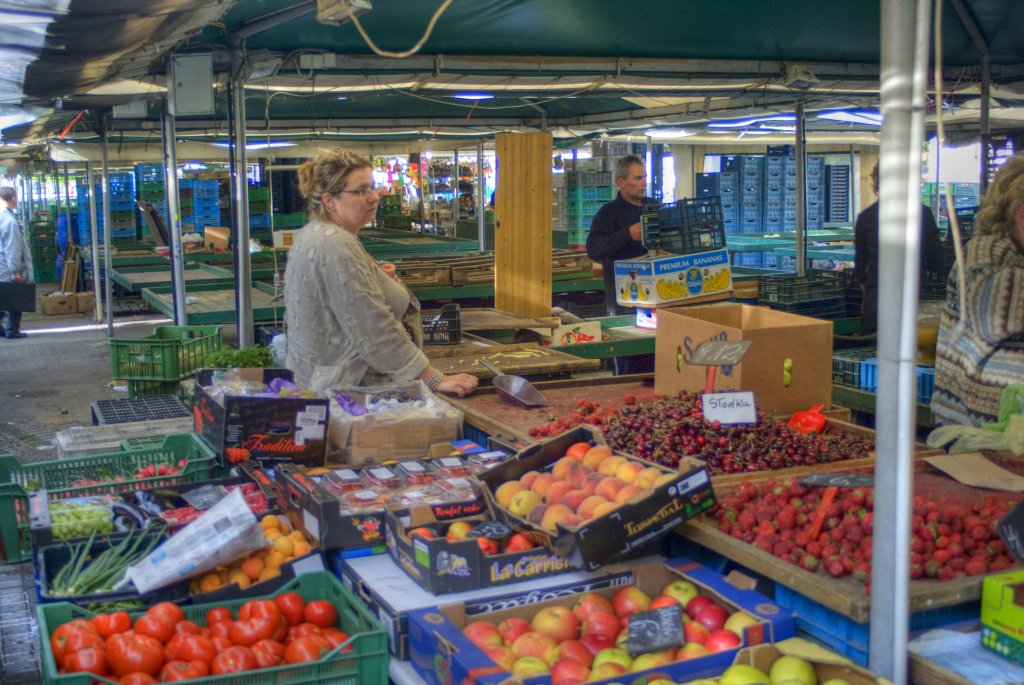
Plac Wielkopolski – główna arena zdarzeń, do dziś pozostaje popularnym targowiskiem żywnościowym

Władze miejskie podejmowały różnego rodzaju, mało skuteczne, działania mające na celu zmianę sytuacji. Wydano rozporządzenie stabilizujące ceny żywności, ale zostało ono zignorowane przez czarny rynek. Wydano także zakaz odbywania ćwiczeń wojskowych. Uruchomiono liczne organizacje charytatywne. Wysiłki te częściowo torpedowane były przez władze państwowe, które zatrudniły do rąbania drewna (podstawowego podówczas materiału opałowego) więźniów, zakazując tej pracy robotnikom, co pogłębiało bezrobocie. Ogólny kryzys spowodował również osłabienie branży budowlanej, która wiosną 1847 praktycznie nie podjęła żadnych działań w mieście, prowokując dalszy wzrost bezrobocia. Podobna sytuacja wystąpiła w tym czasie w innych częściach Niemiec, skąd zaczęły docierać do Poznania informacje o rozruchach głodowych.

## Przebieg
Bezpośrednią zachętą do wystąpienia był wybuch Rewolucji Kartoflanej w Berlinie (21 kwietnia 1847), po trzech dniach stłumionej przez wojsko. Na terenie Poznania pierwsze wybuchy niezadowolenia społecznego miały miejsce 28 kwietnia, kiedy to do prezydenta policji, Juliusa von Minutolego, przybyła delegacja bezrobotnych (140 osób), żądając pracy, czego ten nie mógł zapewnić. Przyznał więc protestującym jednorazowy zasiłek. Sytuacja nie uległa jednak żadnej poprawie. W dniu 29 kwietnia doszło do bardziej gwałtownych wystąpień. By zaspokoić głód, napadano na sklepy z żywnością, piekarnie, karczmy i transporty z jedzeniem (hasłem do eskalacji konfliktu było odebranie przy Moście Chwaliszewskim czeladnikowi piekarskiemu kilku bochenków chleba przez zdeterminowanego bezrobotnego). Największe starcia miały miejsce na Placu Wielkopolskim (wówczas Sapieżyńskim) – popularnym targowisku. Policja i wojsko opanowały sytuację dopiero 30 kwietnia 1847, aresztując znaczną liczbę osób. Ostatecznie miasto wdrożyło program prac publicznych, co stopniowo uspokoiło sytuację w całym Poznaniu, mimo że trudna sytuacja żywnościowa utrzymywała się aż do połowy lat 50. XIX wieku. Położenie biedoty miejskiej nie uległo natomiast w następnych latach praktycznie żadnej poprawie.